# Ивановский пятачок
Ива́новский пятачо́к — название плацдарма возле города Отрадное (бывшее поселение Ивановское) Ленинградской области, близ Ленинградского шоссе, у впадения Тосны в Неву. Размеры плацдарма по правому берегу реки Тосны составляли около 400 метров, по левому берегу реки Невы — около 600 метров от устья Тосны. 
Ивановский пятачок был отбит у немецких войск 19 августа 1942 года во время Усть-Тосненской операции (составной части Синявинской наступательной операции с целью прорыва блокады Ленинграда во время Великой Отечественной войны), когда 942-й полк 268-й стрелковой дивизии смог форсировать реку Тосну.
Удерживался советскими войсками до 21 января 1944 года. Общие потери, понесённые советскими войсками в ходе удержания Ивановского пятачка неизвестны, но предположительно это десятки тысяч погибших. На мраморных табличках на воинском захоронении в Усть-Тосно (на левом берегу устья реки Тосно) значатся фамилии более 3500 воинов (списки продолжают дополняться в связи с нахождением поисковыми отрядами остатков погибших).
Связь с пятачком осуществлялась ночными переправами через Тосну либо катерами по Неве, которые загружались на этом же берегу Невы, возле предприятия «Ленспиртстрой». Также был цел шоссейный «горбатый» мост через Тосну (по крайней мере, в августе—сентябре 1942), но он насквозь простреливался противником, а два железнодорожных моста, ведущие к пятачку, были подорваны немцами ещё 3 сентября. 
Основные бои на пятачке происходили с 19 по 25 августа 1942 года, когда он был образован 268-й стрелковой дивизией и с 2 по 8 сентября 1942 года, когда пятачок был незначительно расширен 136-й стрелковой дивизией. После этого, вплоть до 1944 года, на пятачке находились небольшие гарнизоны, которые вели позиционные бои. 21 января 1944 года, в результате проведения 13-й стрелковой дивизией операции по преследованию отходящего противника, «Ивановский пятачок» утратил своё значение плацдарма.
В 1944 году, по проекту участника боёв В. А. Петрова, на левом берегу реки Тосна был установлен небольшой обелиск его однополчанам — защитникам «Ивановского пятачка».
В 1960-е годы неподалёку от обелиска был сооружён мемориальный комплекс «Невский порог», посвящённый защитникам Ленинграда. Мемориал входит в Зелёный пояс Славы. В ограде обелиска находится братское кладбище.

## Перечень частей, находившихся на пятачке
| Части  | Части                         | Период нахождения               | Примечания               |
| ------ | ----------------------------- | ------------------------------- | ------------------------ |
| 268 сд | десанты 942сп, два б-на 952сп | 19 августа—11 сентября 1942     | [ 2 ]                    |
| 70 сд  | части 329сп                   | 22—24 августа 1942              | [ 3 ] [ 4 ] [ 5 ]        |
| 86 отб | несколько танков              | 19 августа—8 сентября 1942      | [ 6 ]                    |
| 136 сд | 270сп                         | 2 сентября—22 октября 1942      | с 11 сентября — гарнизон |
| 43 сд  | гарнизон 147сп                | 22 октября 1942—8 марта 1943    | [ 9 ]                    |
| 46 сд  | гарнизон 314сп                | 8 марта—16 июля 1943            | [ 10 ] [ 11 ]            |
| 13 сд  | гарнизон 296                  | 16 июля 1943— 21 января 1944    | [ 12 ]                   |
| 13 сд  | гарнизон 172                  | 12 октября 1943—21 января 1944  | [ 13 ]                   |
| 13 сд  | гарнизон 119                  | 26 ноября 1943— 21 января 1944  | [ 14 ]                   |
| 13 сд  | гарнизон 172сп                | 16 декабря 1943— 21 января 1944 | [ 15 ]                   |

## Галерея

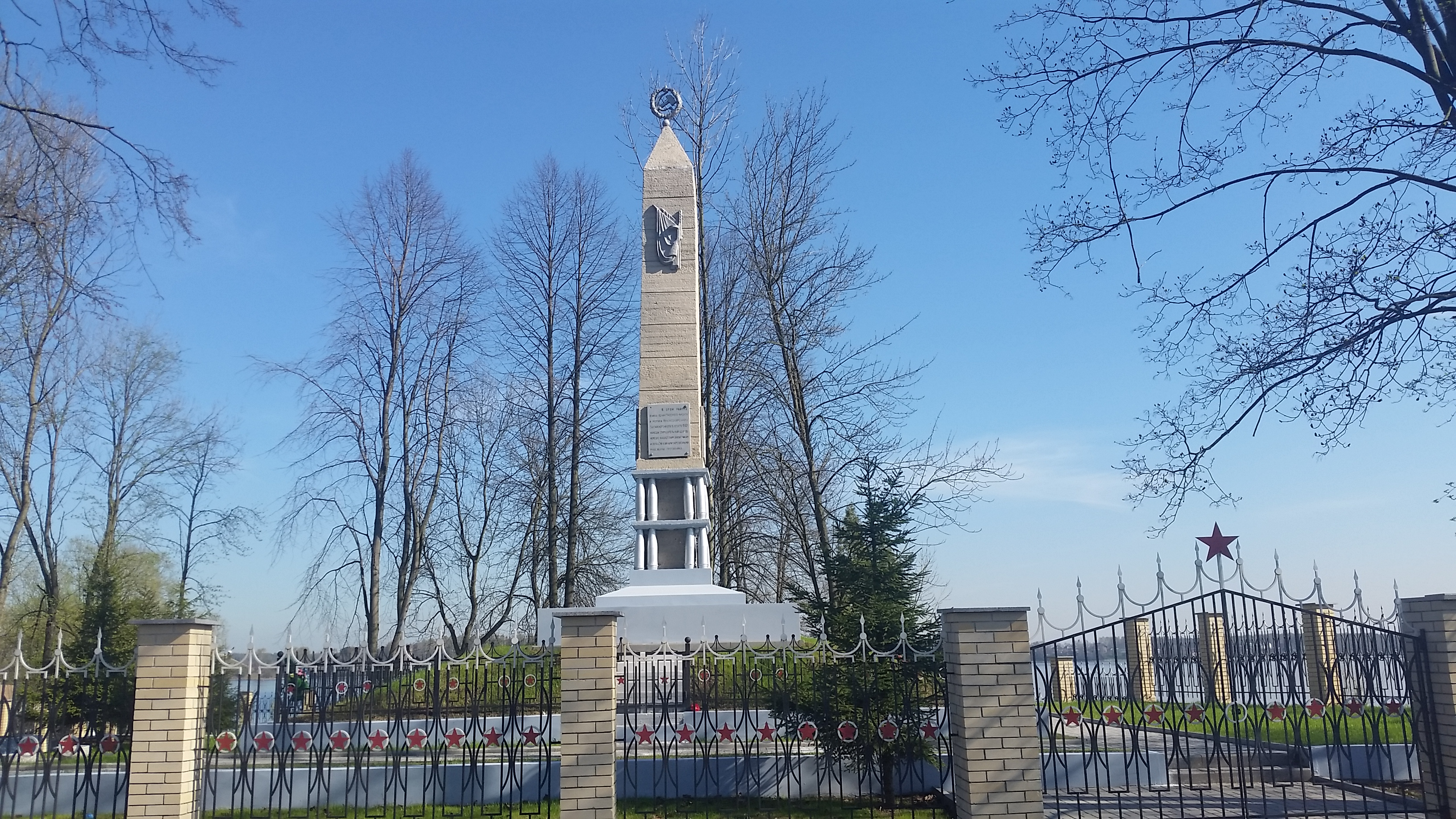
Обелиск
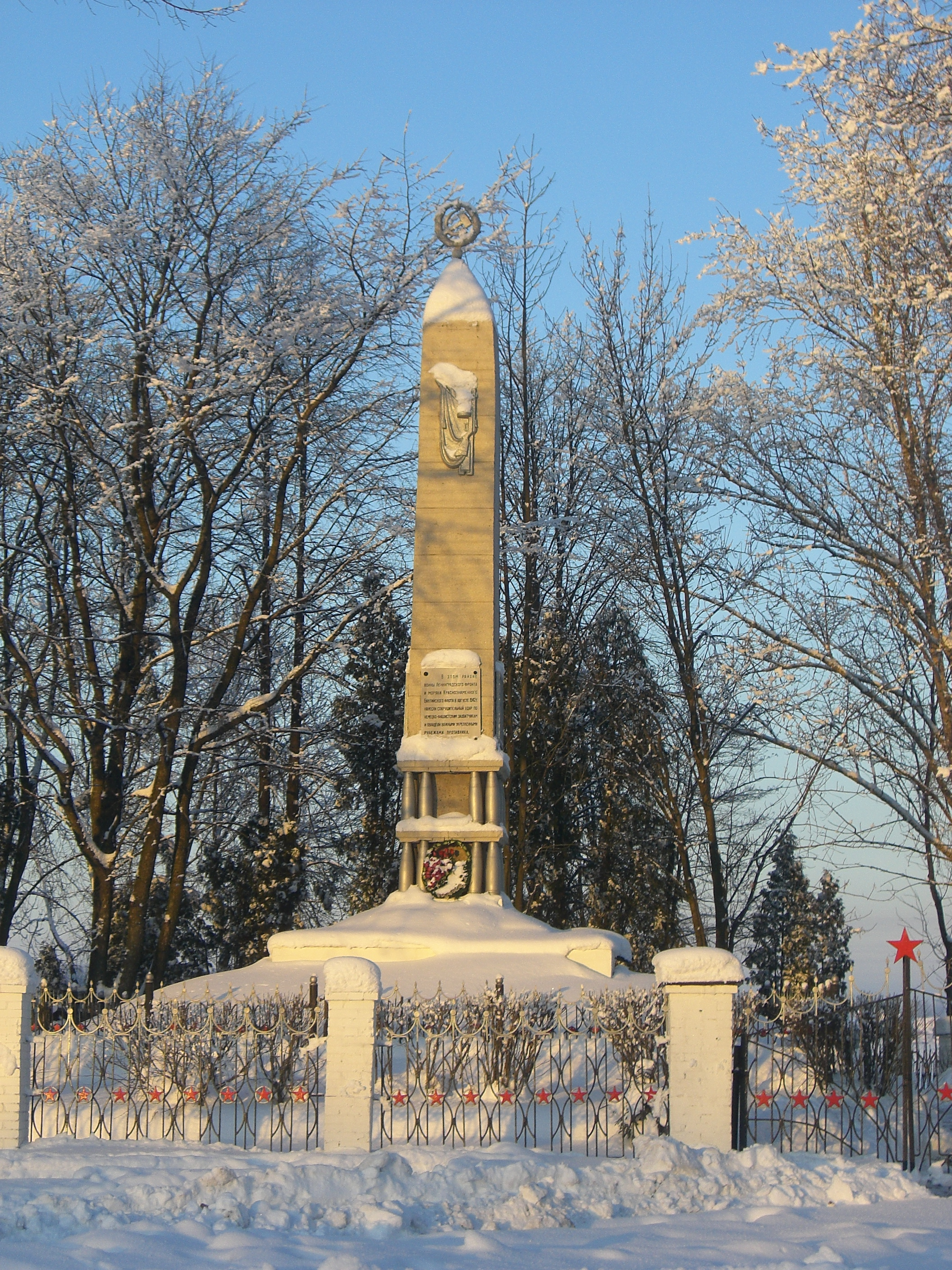
Обелиск в Усть-Тосно на братском захоронении
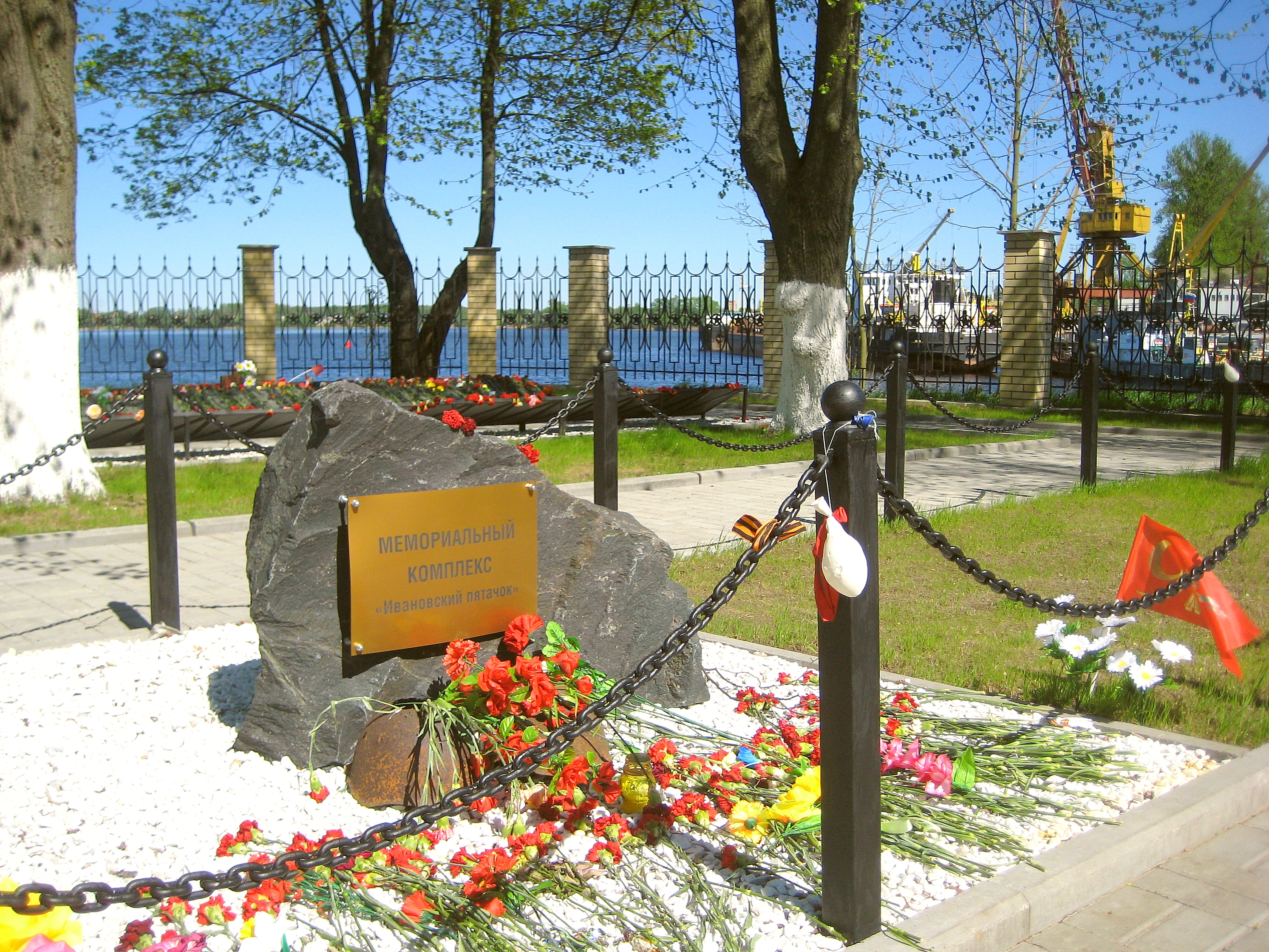
Памятный знак на братском захоронении
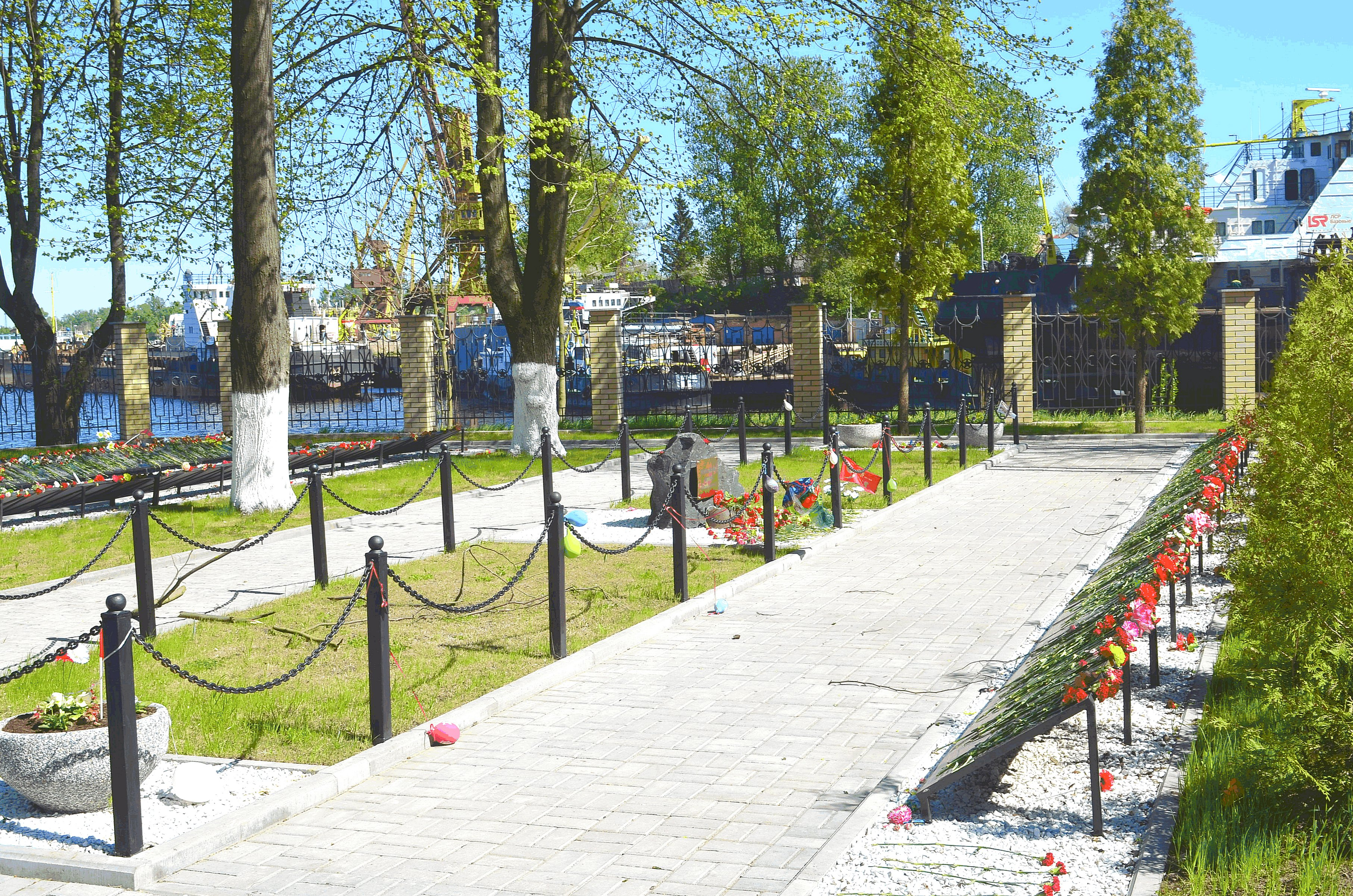
Братское захоронение в Усть-Тосно